# Zduny Nowe
Zduny Nowe (również Zduny Niemieckie, Nowe Miasto) – miasto w latach 1637-1772. Od roku 1772 środkowa część Zdun (woj. wielkopolskie, powiat krotoszyński). Obecny Rynek w Zdunach jest właściwie rynkiem miasta Zduny Nowe.

## Historia
Zduny Nowe (Niemieckie) powstały jako drugi organizm miejski zduńskiego trójmiasta w 1637 – obok Zdun Starych (Polskich) i późniejszego Sieniutowa – w związku z masowo przybywającą ludnością protestancką (głównie tkacze i rzemieślnicy). Każdy z ośrodków miejskich posiadał własne władze, rynki, ratusze, cmentarze itp. Rynek i ratusz Zdun należał do Zdun Niemieckich (rynkiem Zdun Polskich był współczesny Plac Kościuszki).
Zduny Nowe (Niemieckie) były samodzielnym miastem od 1637 do 1772 roku, kiedy zostało połączone ze Zdunami Starymi (prawa miejskie 1267) i Sieniutowem (prawa miejskie 1646) w jedno miasto – Zduny.

## Koncepcja reaktywacji
W 2017 roku Rada Miejska w Zdunach przegłosowała uchwałę w sprawie przeprowadzenia konsultacji z mieszkańcami miasta Zduny w sprawie utworzenia Rad Osiedlowych w mieście Zduny i nadania statutów powstałym osiedlom i treści tych statutów. Pojawiła się inicjatywa utworzenia trzech osiedli na osnowie trzech historycznych miast wchodzących obecnie w skład Zdun:
- Osiedle nr 1 „Zduny Stare” – miałoby obejmować obszar okręgów wyborczych nr 1, nr 2 oraz nr 3;
- Osiedle nr 2 „Zduny Nowe” – miałoby obejmować obszar okręgów wyborczych nr 4, nr 5 oraz nr 6;
- Osiedle nr 3 „Sieniutowo” – miałoby obejmować obszar okręgów wyborczych nr 7, nr 8 oraz nr 9.

Włodarze chcieli, aby społeczności zaczęły się silniej z sobą integrować i miały lepsze poczucie tożsamości. Liczyli także na szerszą aktywizację kulturotwórczą jako namiastka budżetu obywatelskiego.
Koncepcję zrealizowano decyzją Rady Miejskiej w 2018 roku, kiedy to po raz pierwszy wybrano rady wszystkich trzech osiedli.